# Rudolph Willem van Lynden (1808-1876)
Rudolph Willem graaf van Lynden (Emmerik (Dld.), 8 december 1808 - Middelburg, 19 april 1876) was een Nederlands politicus en bestuurder.

## Familie
Van Lynden was een telg uit het oud-adellijke geslacht Van Lynden en een zoon van Jan Carel Elias van Lynden (1770-1825) en jkvr. Antonia Jacoba Margaretha van Pabst (1776-1815), telg uit het geslacht Van Pabst. Hij trouwde in 1834 met jkvr. Antonia Elisabeth van der Heim (1804-1884), telg uit het geslacht Van der Heim en dochter van de latere minister jhr. mr. Paulus van der Heim (1753-1823). Ut dit huwelijk werden vijf kinderen geboren, onder wie Willem Arnold graaf van Lynden (1836-1913), later burgemeester. Zijn grootvader en vader werden in 1814 benoemd in de Ridderschap van Gelderland waardoor hij werd opgenomen in de Nederlandse adel van het Koninkrijk. Zijn vader kreeg in 1818 de adellijke titel van graaf, met overgang bij eerstgeboorte. In 1874 verkreeg hijzelf die titel, met dezelfde wijze van overgang ervan als zijn vader.

## Loopbaan
Van Lynden promoveerde in 1831 te Leiden in de rechten. In 1829 werd hij lid van de Ridderschap van Gelderland. Daarna begon zijn carrière op 24-jarige leeftijd als burgemeester van Apeldoorn. Hierna was hij voor verschillende kiesdistricten lid van de Provinciale Staten van Gelderland. Van 1850 tot 1860 was hij gedeputeerde van diezelfde provincie. Hij sloot zijn carrière af als Commissaris des Konings van de provincie Zeeland.
Vanaf 1835 was hij, tot zijn overlijden, kamerheer in buitengewone dienst, van koning Willem I, II en III. Hij droeg verschillende hoge onderscheidingen.